# Amoxicillina-acido clavulanico
Amoxicillina-acido clavulanico nota anche come amoxicillina-clavulanico, è una associazione antibiotica precostituita contenente l'antibiotico betalattamico amoxicillina e un sale dell'acido clavulanico, un inibitore delle beta-lattamasi.

## Farmacodinamica
Amoxicillina è una penicillina semisintetica, un antibiotico beta-lattamico, che inibisce uno o più enzimi appartenenti alla via metabolica biosintetica di un componente strutturale della parete cellulare batterica, il peptidoglicano. L'inibizione della produzione di peptidoglicano comporta un indebolimento della struttura della parete cellulare con conseguente lisi e morte batterica.
Amoxicillina però può essere degradata dalle beta-lattamasi batteriche, quindi si dimostra inattiva contro organismi che producono questo tipo d'enzimi.
Acido clavulanico è un beta-lattamico che strutturalmente è molto simile alle penicilline. È in grado di inattivare alcuni enzimi betalattamici e perciò di prevenire l'inattivazione di amoxicillina. Quindi l'acido clavulanico migliora lo spettro antibatterico dell'amoxicillina rendendo la maggior parte dei ceppi batterici produttori di beta-lattamasi sensibili al farmaco.
L'acido clavulanico, somministrato da solo, ha dimostrato di non esercitare alcun effetto antibatterico clinicamente utile.
Tra le specie comunemente suscettibili e fra i batteri Gram-positivi si ricordano: Enterococcus faecalis, Gardnerella vaginalis, Staphylococcus aureus (meticillino-sensibile), Streptococcus agalactiae, Streptococcus pneumoniae, Streptococcus pyogenes, Streptococcus viridans. Fra i batteri Gram-negativi si ricordano: Haemophilus influenzae, Moraxella catarrhalis, Pasteurella multocida. Fra i microrganismi anaerobici: Bacteroides fragilis, Fusobacterium nucleatum.

## Farmacocinetica
In soluzione acquosa e a pH fisiologico sia amoxicillina sia acido clavulanico si dissociano con facilità. Entrambe le sostanze sono assorbite rapidamente e bene dopo somministrazione per via orale. Gli effetti collaterali vengono ridotti dalla contemporanea assunzione di un pasto. Dopo somministrazione orale la biodisponibilità di amoxicillina e acido clavulanico è intorno al 70% circa. La concentrazione plasmatica massima (Cmax) per entrambi i componenti viene raggiunta entro 1-2 ore (Tmax) dall'assunzione.
Acido clavulanico e amoxicillina si legano alle proteine plasmatiche nella misura, rispettivamente, del 25% e del 18%.
Il volume apparente di distribuzione per amoxicillina è attorno a 0,3-0,4 L/kg e per l'acido clavulanico intorno a 0,2 L/kg.
Dopo somministrazione endovenosa, amoxicillina e acido clavulanico sono stati dosati nella colecisti, nella pelle, nel grasso, nei tessuti muscolari, nell'osso, nel liquido sinoviale e peritoneale, nelle bile e nel pus.
Amoxicillina non penetra in modo adeguato la barriera ematoencefalica, pertanto non si distribuisce in modo congruo nel fluido cerebrospinale.
Amoxicillina, come gran parte delle penicilline, può essere dosata nel latte materno. Anche l'acido clavulanico può essere rilevato in tracce nel latte materno. Sia amoxicillina sia acido clavulanico attraversano la barriera placentare.
L'acido clavulanico è ampiamente metabolizzato nell'organismo umano e viene eliminato nelle urine e nelle feci. La via principale di eliminazione di amoxicillina è invece renale.
Circa il 70% di amoxicillina e una percentuale non molto inferiore di acido clavulanico (50-60% circa) viene escreta immodificata nelle urine nel giro di 6 ore dalla somministrazione di una singola dose.
L'emivita di eliminazione di amoxicillina è simile nei bambini, nei giovani e negli adulti.

## Usi clinici
Amoxicillina-acido clavulanico è indicato per il trattamento delle seguenti infezioni batteriche negli adulti, nei bambini e negli anziani: infezioni delle vie aeree superiori e infezioni otomastoidee come la sinusite batterica l'otite media acuta, le riacutizzazioni delle bronchiti croniche le infezioni del tratto respiratorio, bronchiti e broncopolmoniti compresa la polmonite acquisita in comunità (CAP)., infezioni dentali, infezioni enteriche e delle vie biliari come peritonite, infezioni uro-genitali come la cistite acuta e la pielonefrite, infezioni ginecologiche, infezioni della cute e dei tessuti molli come la cellulitebatterica, ferite infette, piaghe, ustioni e morsi di animale e nelle infezioni ossee e articolari come l'osteomielite.

## Effetti collaterali e indesiderati
In corso di trattamento con amoxicillina-acido clavulanico gli effetti avversi più comunemente riportati sono diarrea, nausea e vomito. Altri effetti relativamente comuni sono vertigini, cefalea, rash cutaneo, prurito, orticaria.
In letteratura sono riportati casi di aumento degli enzimi epatici (in particolare AST e ALT) e veri e propri casi di epatite e colestasi.

## Controindicazioni
Il farmaco è controindicato nei soggetti con ipersensibilità nota al principio attivo, a una qualsiasi penicillina oppure a uno qualsiasi degli eccipienti della formulazione farmaceutica. È inoltre controindicato in soggetti con storia di anafilassi o altre gravi reazioni di ipersensibilità immediata agli agenti betalattamici (come ad esempio cefalosporine, carbapenemi o monobattamici).

## Dosi terapeutiche
Negli adulti e nei soggetti di peso maggiore di 40 kg è raccomandata una dose "standard" (cioè valida per tutte le indicazioni) di 875 mg/125 mg, due volte al giorno. In alcune condizioni cliniche, e in particolare per infezioni come otite media, sinusite acuta, infezioni delle vie respiratorie inferiori e delle vie urinarie, la dose raccomandata è pari a 875 mg/125 mg, tre volte al giorno.